# Dejan Vojnović
Dejan Vojnović (Split, 23. ožujka 1975.), hrvatski atletičar. Aktualni je hrvatski rekorder na 60m i bivši na 100m.
Natjecao se na Olimpijskim igrama 2000. u štafetnoj utrci 4 x 100 metara, a osvojio je 29. mjesto. Nastupio je i u utrci na 100 metara te osvojio 41. mjesto
Bio je član splitskog ASK-a i zagrebačke Mladosti.